# 小宮駅

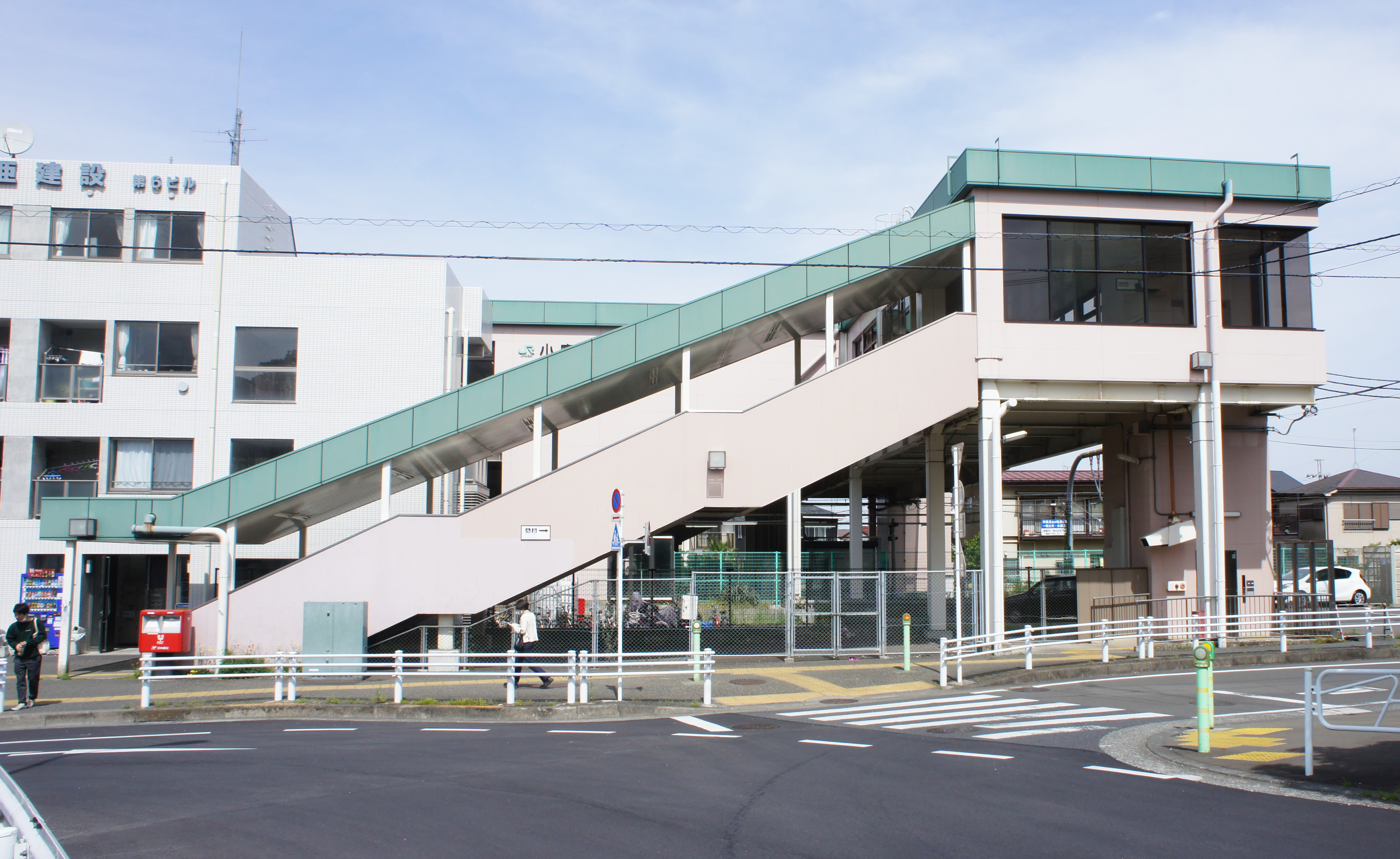
南口（2021年4月）

小宮駅（こみやえき）は、東京都八王子市小宮町にある、東日本旅客鉄道（JR東日本）八高線の駅である。八王子支社管轄の駅。

## 歴史
- 1931年（昭和6年）12月10日：国鉄八高南線八王子 - 東飯能間開通と同時に開業[1][2]。旅客・貨物の取扱を開始（一般駅）[2]。
- 1984年（昭和59年）2月1日：荷物扱い廃止[2]。
- 1987年（昭和62年）4月1日：国鉄分割民営化に伴い、東日本旅客鉄道（JR東日本）と日本貨物鉄道（JR貨物）の駅となる[2]。
- 1996年（平成8年）3月16日：八王子 - 高麗川間が電化[3]。
- 1997年（平成9年）3月22日：貨物列車の設定廃止[2]。
- 1998年（平成10年）8月：橋上駅舎化工事に着手[4]。
- 1999年（平成11年）：橋上駅舎が完成[1]。同時に南口が開設される。
- 2000年（平成12年）頃：貨物用側線撤去。
- 2001年（平成13年）11月18日：ICカード「Suica」の利用が可能となる[広報 1]。
- 2004年（平成16年）4月1日：JR貨物の駅としては廃止。
- 2008年（平成20年）12月10日：開業記念日のため終日有人化。

## 駅構造
相対式ホーム2面2線の地上駅で、橋上駅舎を有している。
JR東日本ステーションサービスが業務を行う業務委託駅で、八王子統括センター（八王子駅）が当駅を管理している。簡易Suica改札機、多機能券売機、ICカードチャージ機、乗車駅証明書発行機が設置されている。ホーム及び自由通路にはエレベーターと階段が設置されている。

### のりば
| 番線 | 路線    | 方向 | 行先                   | 備考                                                                       |
| ---- | ------- | ---- | ---------------------- | -------------------------------------------------------------------------- |
| 1    | ■八高線 | 上り | 八王子方面             |                                                                            |
| 2    | ■八高線 | 下り | 拝島・高麗川・高崎方面 | 高麗川駅から■川越線へ直通（川越方面行の列車） 高崎方面は高麗川駅で乗り換え |
| 2    | ■川越線 | 下り | 川越方面               | 高麗川駅から■川越線へ直通（川越方面行の列車） 高崎方面は高麗川駅で乗り換え |

（出典：JR東日本:駅構内図）

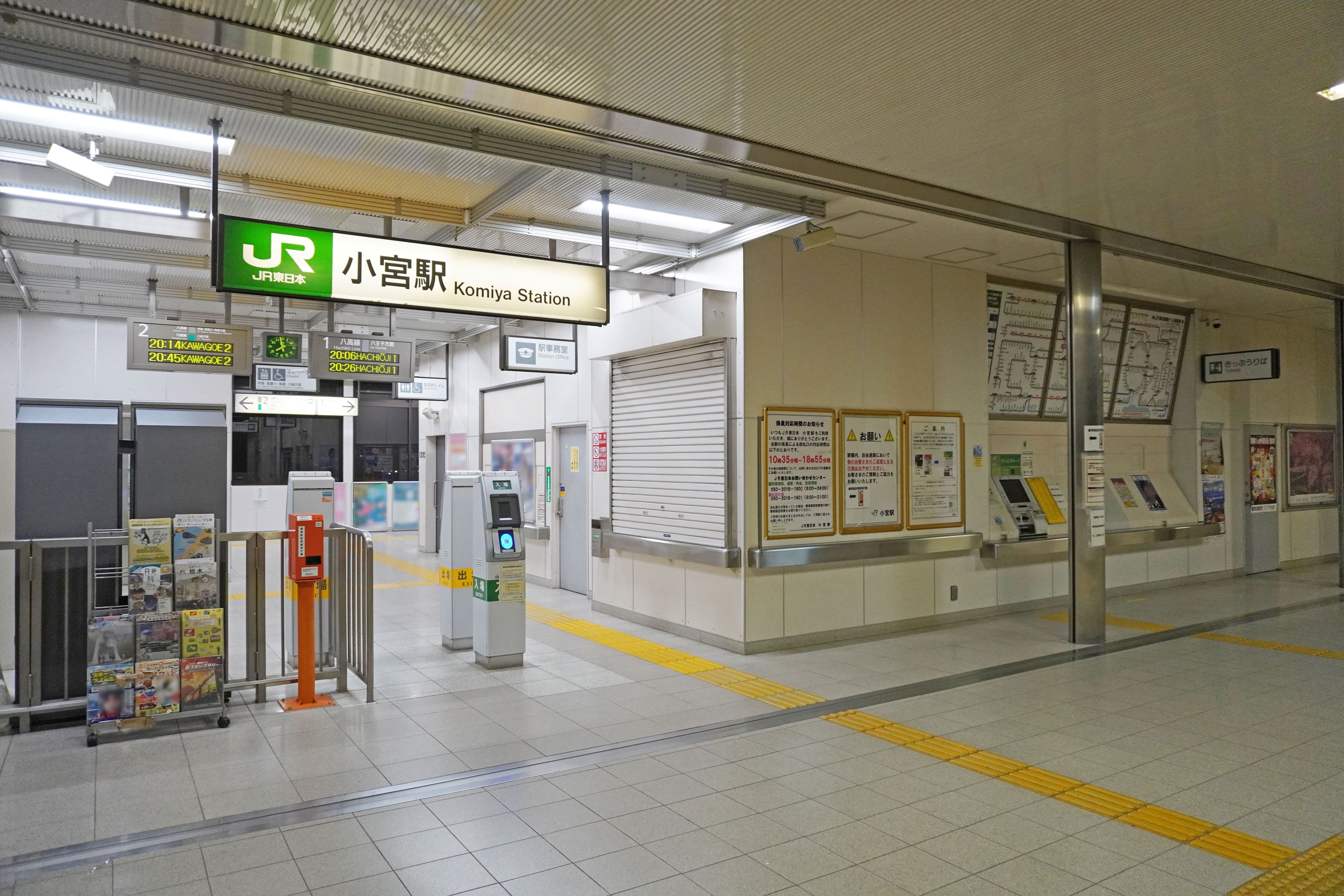
改札口と切符売り場（2023年2月）
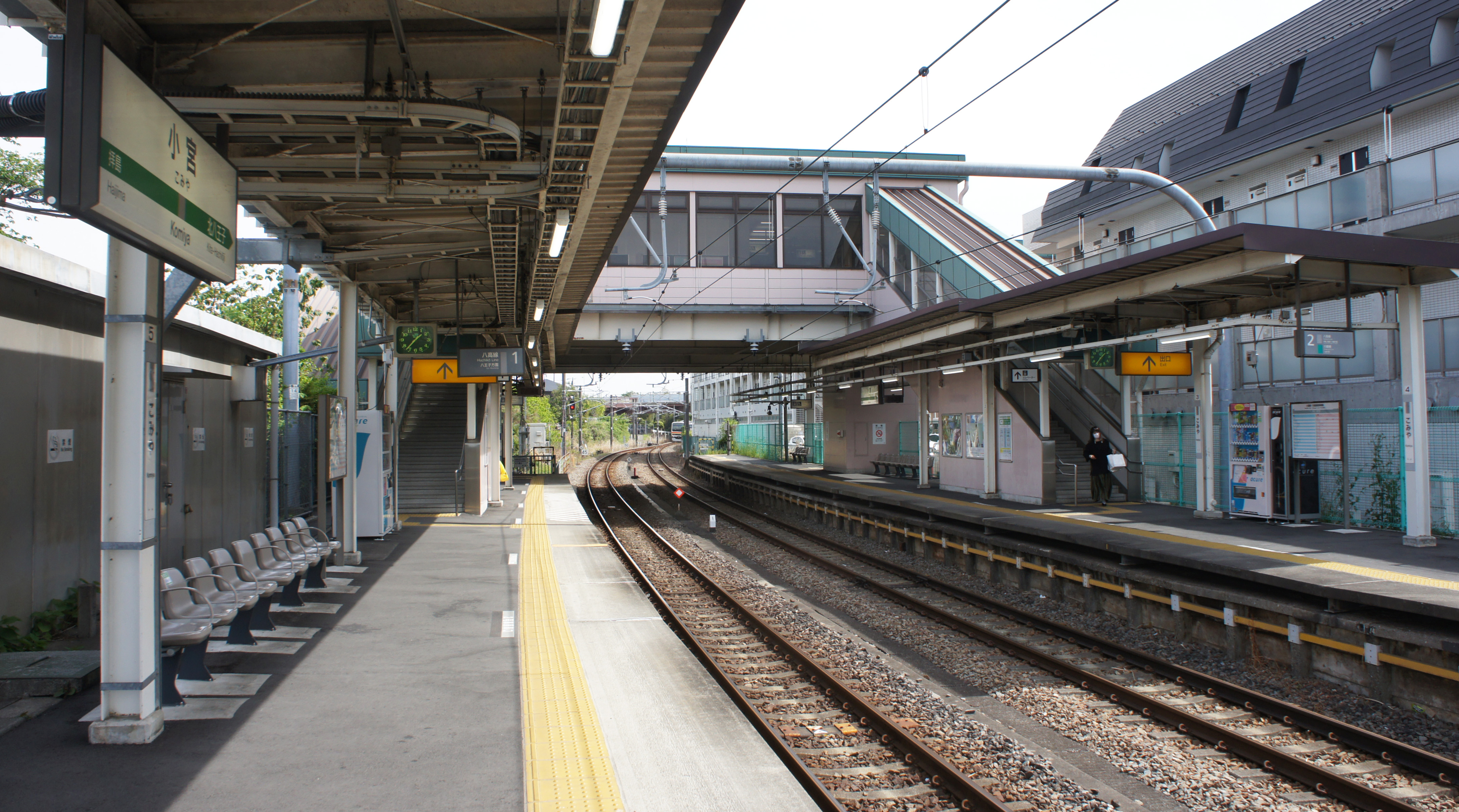
ホーム（2021年4月）

## 貨物取扱
かつてはJR貨物の駅でもあったが、1997年3月に貨物列車の設定が廃止された。駅に隣接して秩父セメント（現・太平洋セメント）のセメント包装所があり、施設への専用線もあった。そのため秩父鉄道から寄居経由で当駅までセメント輸送が行われていた。

## 利用状況
2023年度（令和5年度）の1日平均乗車人員は2,643人である。
1990年度（平成2年度）以降の1日平均乗車人員の推移は下記の通り。
| 年度               | 1日平均 乗車人員 | 出典     |
| ------------------ | ---------------- | -------- |
| 1990年（平成02年） | 833              | [ * 1 ]  |
| 1991年（平成03年） | 872              | [ * 2 ]  |
| 1992年（平成04年） | 918              | [ * 3 ]  |
| 1993年（平成05年） | 964              | [ * 4 ]  |
| 1994年（平成06年） | 1,014            | [ * 5 ]  |
| 1995年（平成07年） | 1,019            | [ * 6 ]  |
| 1996年（平成08年） | 1,110            | [ * 7 ]  |
| 1997年（平成09年） | 1,101            | [ * 8 ]  |
| 1998年（平成10年） | 1,115            | [ * 9 ]  |
| 1999年（平成11年） | 1,205            | [ * 10 ] |
| 2000年（平成12年） | 1,530            | [ * 11 ] |
| 2001年（平成13年） | 1,687            | [ * 12 ] |
| 2002年（平成14年） | 1,780            | [ * 13 ] |
| 2003年（平成15年） | 1,881            | [ * 14 ] |
| 2004年（平成16年） | 1,947            | [ * 15 ] |
| 2005年（平成17年） | 2,098            | [ * 16 ] |
| 2006年（平成18年） | 2,249            | [ * 17 ] |
| 2007年（平成19年） | 2,438            | [ * 18 ] |
| 2008年（平成20年） | 2,636            | [ * 19 ] |
| 2009年（平成21年） | 2,701            | [ * 20 ] |
| 2010年（平成22年） | 2,696            | [ * 21 ] |
| 2011年（平成23年） | 2,783            | [ * 22 ] |
| 2012年（平成24年） | 2,899            | [ * 23 ] |
| 2013年（平成25年） | 2,903            | [ * 24 ] |
| 2014年（平成26年） | 3,059            | [ * 25 ] |
| 2015年（平成27年） | 3,180            | [ * 26 ] |
| 2016年（平成28年） | 3,186            | [ * 27 ] |
| 2017年（平成29年） | 3,096            | [ * 28 ] |
| 2018年（平成30年） | 3,050            | [ * 29 ] |
| 2019年（令和元年） | 3,055            | [ * 30 ] |
| 2020年（令和02年） | 2,251            |          |
| 2021年（令和03年） | 2,355            |          |
| 2022年（令和04年） | 2,522            |          |
| 2023年（令和05年） | 2,643            |          |

JR貨物の取扱廃止までの年間発着トン数は下記の通り。
| 年度   | 総数       | 総数       | 車扱貨物   | 車扱貨物   | コンテナ貨物 | コンテナ貨物 | 出典   |
| 年度   | 発送トン数 | 到着トン数 | 発送トン数 | 到着トン数 | 発送トン数   | 到着トン数   | 出典   |
| ------ | ---------- | ---------- | ---------- | ---------- | ------------ | ------------ | ------ |
| 1990年 | 16,832     | 161,447    | 16,832     | 161,447    |              |              | [ 5 ]  |
| 1991年 | 15,680     | 148,352    | 15,680     | 148,352    |              |              | [ 6 ]  |
| 1992年 | 14,792     | 138,017    | 14,792     | 138,017    |              |              | [ 7 ]  |
| 1993年 | 13,216     | 125,160    | 13,216     | 125,160    |              |              | [ 8 ]  |
| 1994年 | 15,360     | 146,224    | 15,360     | 146,224    |              |              | [ 9 ]  |
| 1995年 | 10,112     | 96,368     | 10,112     | 96,368     |              |              | [ 10 ] |
| 1996年 | 7,424      | 70,528     | 7,424      | 70,528     |              |              | [ 11 ] |
| 1997年 |            |            |            |            |              |              | [ 12 ] |

## 駅周辺
八王子市の北端部に存在している。駅に隣接した工場が目立つ状態であったが、現在の駅周辺は閑静な住宅地となっている。橋上駅舎化に伴い駅前ロータリーが南口に整備された。また、駅北側の鉄道用地の一部は小さな公園に転用されている。

### 北口
- 多摩大橋
- 東京都下水道局八王子水再生センター
- 日野自動車総合グラウンド
- 小宮町スポーツ広場
- 西東京バス「小宮駅入口」停留所

### 南口
- 八王子市立小宮小学校
- 八王子市立石川中学校
- 八王子市役所石川事務所
- 八王子市石川市民センター
- トヨタ自動車東京デザイン研究所
- ノーリツ基礎研究所
- 東亜理化学研究所
- オリンパス技術開発センター宇津木
- スーパーアルプス宇津木台店
- パークヒル宇津木台（徒歩15分程度）

## 隣の駅
東日本旅客鉄道（JR東日本）
■八高線
北八王子駅 - 小宮駅 - 拝島駅

### 記事本文

##### 広報資料・プレスリリースなど一次資料
1. ↑  “Suicaご利用可能エリアマップ（2001年11月18日当初）” (PDF).   東日本旅客鉄道. 2019年7月27日時点のオリジナルよりアーカイブ。2020年4月27日閲覧。

### 利用状況
1. ↑  東京都統計年鑑 - 東京都
2. ↑  統計八王子 - 八王子市

JR東日本の2000年度以降の乗車人員
1. ↑  各駅の乗車人員（2000年度） - JR東日本
2. ↑  各駅の乗車人員（2001年度） - JR東日本
3. ↑  各駅の乗車人員（2002年度） - JR東日本
4. ↑  各駅の乗車人員（2003年度） - JR東日本
5. ↑  各駅の乗車人員（2004年度） - JR東日本
6. ↑  各駅の乗車人員（2005年度） - JR東日本
7. ↑  各駅の乗車人員（2006年度） - JR東日本
8. ↑  各駅の乗車人員（2007年度） - JR東日本
9. ↑  各駅の乗車人員（2008年度） - JR東日本
10. ↑  各駅の乗車人員（2009年度） - JR東日本
11. ↑  各駅の乗車人員（2010年度） - JR東日本
12. ↑  各駅の乗車人員（2011年度） - JR東日本
13. ↑  各駅の乗車人員（2012年度） - JR東日本
14. ↑  各駅の乗車人員（2013年度） - JR東日本
15. ↑  各駅の乗車人員（2014年度） - JR東日本
16. ↑  各駅の乗車人員（2015年度） - JR東日本
17. ↑  各駅の乗車人員（2016年度） - JR東日本
18. ↑  各駅の乗車人員（2017年度） - JR東日本
19. ↑  各駅の乗車人員（2018年度） - JR東日本
20. ↑  各駅の乗車人員（2019年度） - JR東日本
21. ↑  各駅の乗車人員（2020年度） - JR東日本
22. ↑  各駅の乗車人員（2021年度） - JR東日本
23. ↑  各駅の乗車人員（2022年度） - JR東日本
24. ↑  各駅の乗車人員（2023年度） - JR東日本

東京都統計年鑑
1. ↑  東京都統計年鑑（平成2年）
2. ↑  東京都統計年鑑（平成3年）
3. ↑  東京都統計年鑑（平成4年）
4. ↑  東京都統計年鑑（平成5年）
5. ↑  東京都統計年鑑（平成6年）
6. ↑  東京都統計年鑑（平成7年）
7. ↑  東京都統計年鑑（平成8年）
8. ↑  東京都統計年鑑（平成9年）
9. ↑  東京都統計年鑑（平成10年） (PDF)
10. ↑  東京都統計年鑑（平成11年） (PDF)
11. ↑  東京都統計年鑑（平成12年）
12. ↑  東京都統計年鑑（平成13年）
13. ↑  東京都統計年鑑（平成14年）
14. ↑  東京都統計年鑑（平成15年）
15. ↑  東京都統計年鑑（平成16年）
16. ↑  東京都統計年鑑（平成17年）
17. ↑  東京都統計年鑑（平成18年）
18. ↑  東京都統計年鑑（平成19年）
19. ↑  東京都統計年鑑（平成20年）
20. ↑  東京都統計年鑑（平成21年）
21. ↑  東京都統計年鑑（平成22年）
22. ↑  東京都統計年鑑（平成23年）
23. ↑  東京都統計年鑑（平成24年）
24. ↑  東京都統計年鑑（平成25年）
25. ↑  東京都統計年鑑（平成26年）
26. ↑  東京都統計年鑑（平成27年）
27. ↑  東京都統計年鑑（平成28年）
28. ↑  東京都統計年鑑（平成29年）
29. ↑  東京都統計年鑑（平成30年）
30. ↑  東京都統計年鑑（平成31年・令和元年）